# Ermaloz Koberidze
Ermaloz Koberidze (gruz. ერმალოზ კობერიძე; ur. 2 kwietnia?/15 kwietnia 1904 we wsi Cchmori w rejonie Oni w Gruzji, zm. 12 lipca 1974 w Tbilisi) – radziecki wojskowy narodowości gruzińskiej, generał major, Bohater Związku Radzieckiego (1945).

## Życiorys
Urodził się w rodzinie chłopskiej. Miał wykształcenie średnie, od 1922 służył w Armii Czerwonej, w 1926 ukończył Kremlowską Zjednoczoną Szkołę Wojskową im. WCIK, był żołnierzem piechoty, od 1933 służył w wojskach wewnętrznych NKWD ZSRR. W 1939 ukończył kursy doskonalenia kadry dowódczej, od czerwca 1941 uczestniczył w wojnie z Niemcami, w kwietniu 1942 został dowódcą 117 Dywizji Piechoty, w 1943 otrzymał stopień generała majora, walczył na Froncie Kalinińskim, Północno-Zachodnim, 1 Nadbałtyckim i 1 Białoruskim, brał udział m.in. w operacji rżewsko-wiaziemskiej, wyzwoleniu Białorusi i Polski oraz szturmie na Berlin. 27 lipca 1944 wraz z dywizją (w składzie 69 Armii 1 Frontu Białoruskiego) sforsował Wisłę w rejonie Kazimierza Dolnego, gdzie po przeprawie na zachodni brzeg uchwycił przyczółek. 
W 1948 ukończył Wyższą Akademię Wojskową im. Woroszyłowa, pełnił różne funkcje dowódcze w Armii Radzieckiej, w 1961 został zwolniony do rezerwy.

## Odznaczenia
- Złota Gwiazda Bohatera Związku Radzieckiego (6 kwietnia 1945)
- Order Lenina (dwukrotnie - 6 kwietnia 1945 i 6 listopada 1947)
- Order Czerwonego Sztandaru (pięciokrotnie - 18 kwietnia 1942, 13 lutego 1944, 2 września 1944, 3 listopada 1944 i 20 kwietnia 1953)
- Order Suworowa II klasy (29 maja 1945)

I medale.